# گستردگی آب در کره زمین

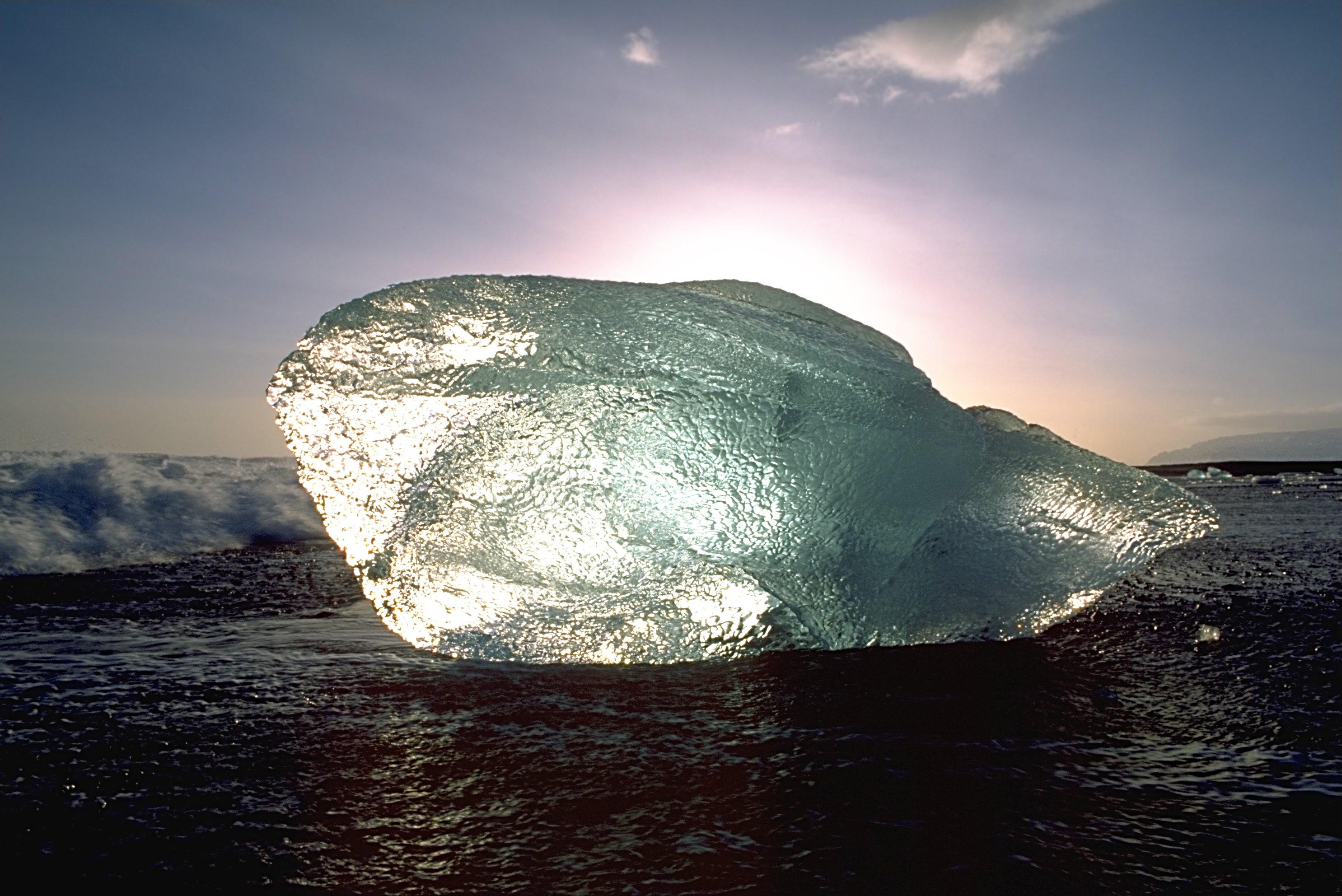
یک یخکوه در حوالی ایسلند

اگر کسی از فضا به زمین نگاه کند، زمین را سیاره‌ای آبی رنگ و پر از آب خواهد دید. مجموع حجم آب موجود در اقیانوس‌های کره زمین بین ۱/۳ الی ۱/۵ میلیارد کیلومتر مکعب برآورد می شود.دانشمندان برآورد می کنند که جرم کل اقیانوس های روی زمین ۱۸^۱۰*۱/۳۵ تن است که ۱/۴۴۰۰ جرم کل زمین است. به عبارت دیگر، در حالی که اقیانوس ها ۷۱ درصد از سطح زمین را پوشش می دهند، تنها ۰/۰۲ درصد از کل جرم سیاره ما را تشکیل می دهند. جدای از آبی که به شکل یخ وجود دارد، مقدار حیرت آوری از آبی نیز در زیر سطح زمین وجود دارد. اگر بخواهید تمام آب شیرین زمین را یکجا جمع کنید حجم آن حدود ۱۳۸۶ میلیون کیلومتر مکعب برآورد می شود. در همین حال، مقدار آبی که به عنوان آب های زیرزمینی، رودخانه ها، دریاچه ها و نهرها وجود دارد، کمی بیش از  ۱۰/۶ میلیون کیلومتر مکعب است که در حدود ۰/۷ درصد از کل منابع آب شیرین در کره زمین را تشکیل می‌دهد.

## کمبود آب

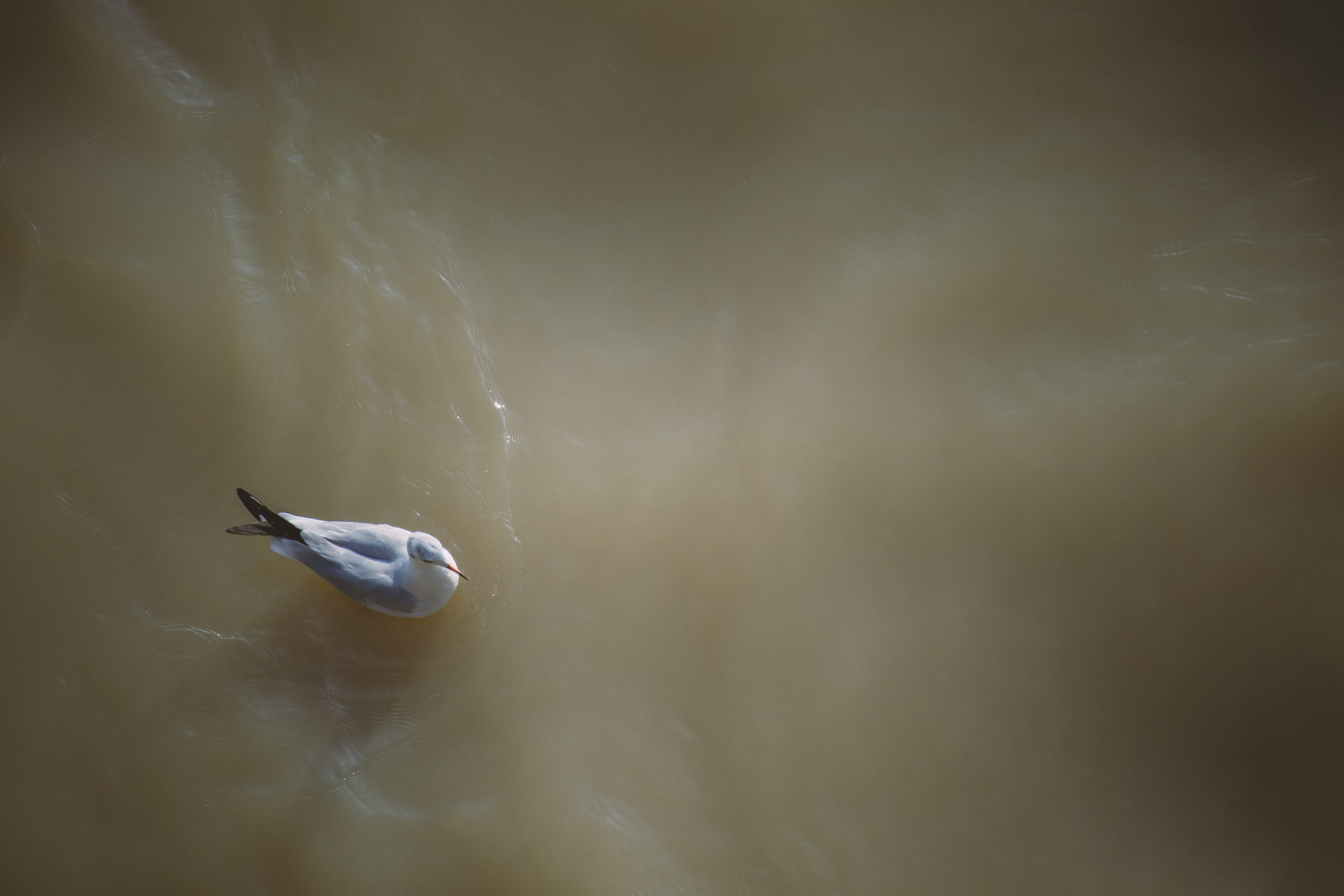
رودخانه همیشه جاری متکواری در تفلیس گرجستان

اگر چه حجم کلی آب‌های موجود بر روی زمین نسبتاً زیاد می‌نماید اما مجاوز از ۹۷٪ این آب‌ها در دریاها و اقیانوس‌ها متمرکز هستند و حدود ۲٪ نیز به صورت یخ و یخچال‌ها در مناطق قطبی تجمع یافته است. از یک درصد آب باقی مانده نیز بخش زیادی در اعماق زمین بوده که استخراج آن مشکل و از دسترس انسان به دور است.

## آب‌های موجود در دریاچه‌ها

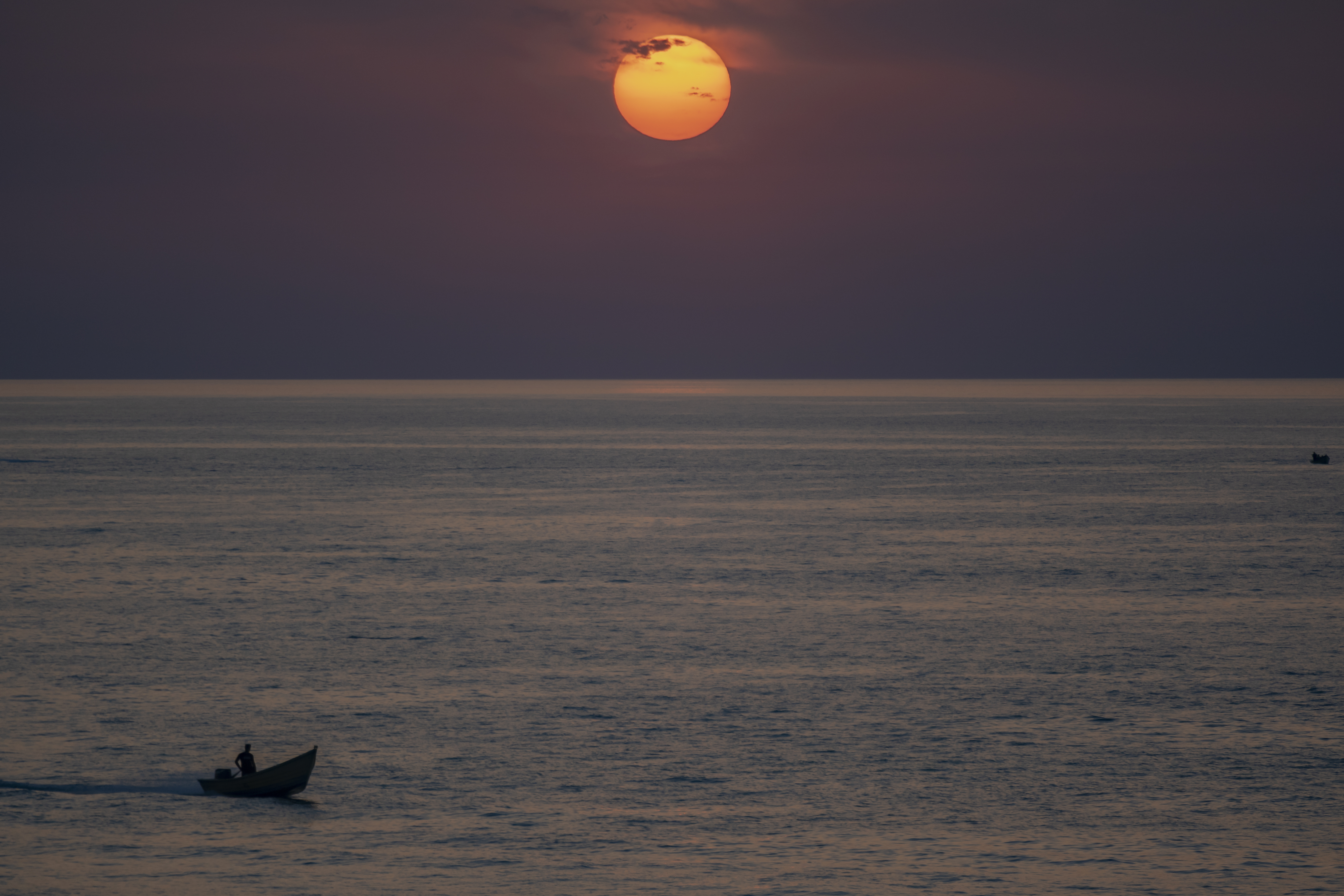
دریاچه خزر، از مهم‌ترین منابع آبی ایران و خاورمیانه

آب‌های موجود در دریاچه‌ها، رودخانه‌ها و اتمسفر (آب قابل بارش) فقط ۰٫۰۱۴۲ درصد کل آب‌های جهان را تشکیل می‌دهند که رقم بسیار اندکی است. و این در صورتی است که اگر آب‌های موجود در سراسر کره زمین به‌طور یکنواخت در سطح دنیا توزیع شوند ارتفاعی برابر ۲٫۷۴۵ متر را تشکیل خواهند داد.